# Облучье (Псковская область)
Облучье — деревня в Дедовичском районе Псковской области России. Входит в состав Пожеревицкой волости.

## География
Деревня расположена на берегу Иваньковского (Облуцкого) озера. Неподалёку от деревни находится кладбище, которое тоже находится на берегу озера.

## История
Деревня принадлежит к Пожеревицкой волости. Ранее деревня принадлежала Дубровской волости, но эта волость была упразднена в пользу Пожеревицкой.

## Население
В настоящее время в деревне проживает два человека постоянно. Это Алексей и Сергей.